# Place Marie-Louise-Dugès-Lachapelle
La place Marie-Louise-Dugès-Lachapelle est une voie située dans le quartier de Picpus du 12e arrondissement de Paris.

## Situation et accès
La place Marie-Louise-Dugès-Lachapelle est accessible à proximité par la ligne de métro 8 à la station Faidherbe - Chaligny. Elle est localisée dans le quartier de Picpus, à l'intersection des rues du Faubourg-Saint-Antoine, Chaligny et de Reuilly.

## Origine du nom
Elle porte le nom de la sage-femme et pionnière de l'obstétrique Marie-Louise Lachapelle, née Dugès (1769-1821).

## Historique
La place prend son nom par délibération du Conseil de Paris du 15 décembre 2023.